# Amilcare Ponchielli
Amilcare Ponchielli (Paderno Fasolaro bij Cremona, Italië, 31 augustus 1834 – Milaan, 16 januari 1886) was een Italiaans componist en muziekpedagoog.

## Levensloop

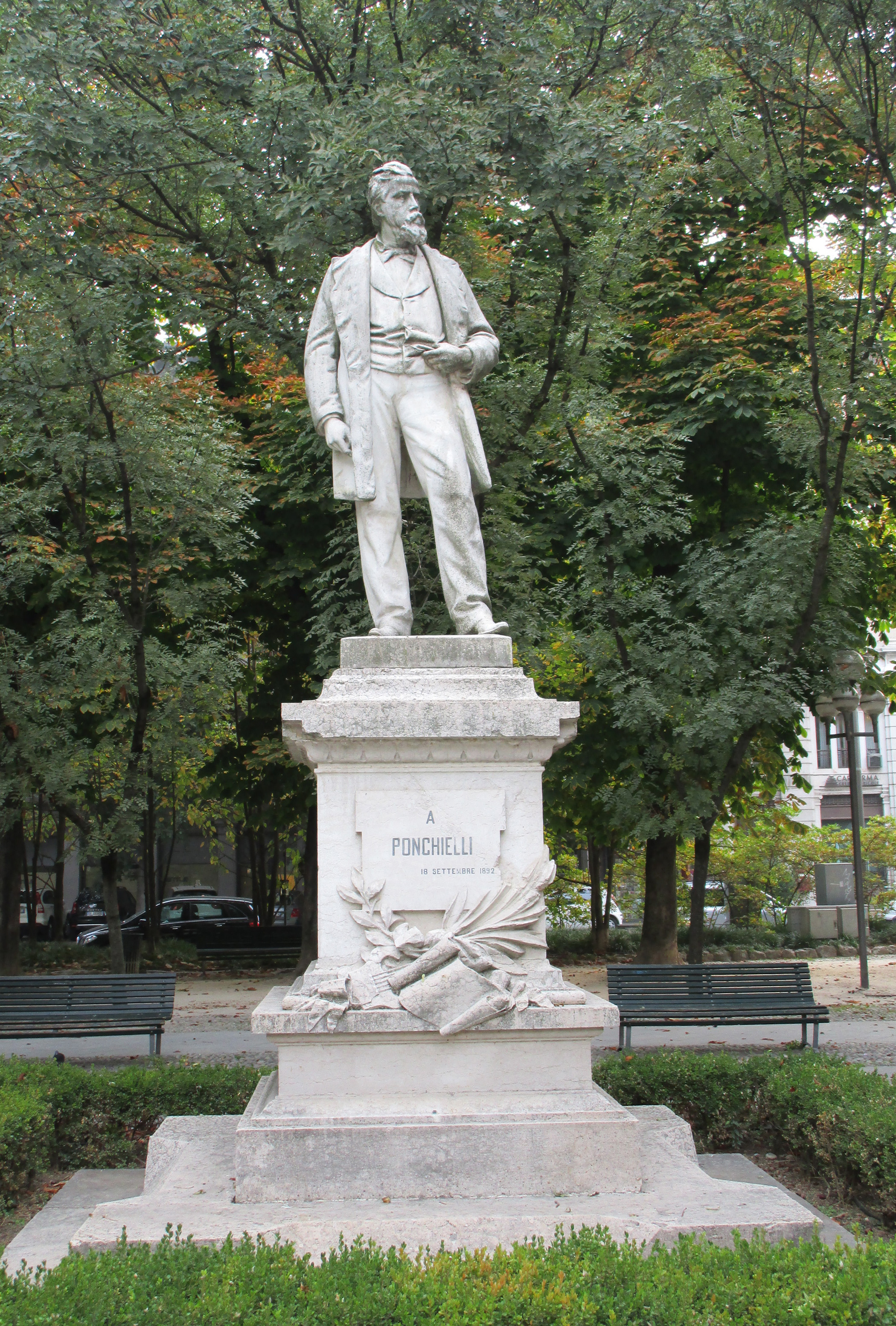
Monument van Ponchielli in de Johannes Paulus II-tuinen in Cremona

Op negenjarige leeftijd werd hij al toegelaten voor de studie aan het bekende Milanese Conservatorio Giuseppe Verdi (Milaan), waar hij in 1854 met succes afstudeerde. Aansluitend werd hij eerst organist aan de St. Hilarius-kerk in Cremona en werkte hij als Maestro sostituto (tweede kapelmeester) aan het Teatro della Concordia. De inschakeling in het muziekleven in Cremona gebeurde zonder problemen, ook dankzij de hartelijke vriendschap met maestro Ruggero Manna, de plaatselijke dom- en operakapelmeester.
Om zijn door twee weinig succesvolle opera's (Bertrando di Bormio in Turijn en La Savoiarda in Cremona) duidelijk gedaalde financiële situatie te verbeteren, solliciteerde hij in Piacenza. In 1861 werd hij dirigent van een harmonieorkest, de Banda della Guardia Nazionale in Piacenza en behield deze functie tot 1874. Hij had daar onder andere de opdracht, maandelijks twee eigen composities voor het harmonieorkest te schrijven; zodoend heeft hij meer dan 150 partituren voor dit harmonieorkest op zijn naam staan. Ondanks de nederige omstandigheden van zijn dagelijks werk, ging hij zeer consciëntieus om met zijn artistieke taak.
Later was hij domkapelmeester in Bergamo. Hij huwde op 26 juni 1874 Teresa Brambilla, de hoofdactrice en zangeres van de rol van Lucia in de uitvoering van zijn opera I Promessi Sposi in het Teatro Del Verme in Milaan, naar welke plaats hij vervolgens ook verhuisde.
In 1880 werd hij tot professor voor compositie aan het conservatorium van Milaan benoemd. Als leraar was hij zeer gewaardeerd en bij zijn leerlingen erg gevraagd. Tot zijn leerlingen behoren componisten als Giacomo Puccini en Pietro Mascagni. Mascagni beschrijft Ponchielli in zijn memoires als niet zelfzuchtig en vooral als vriendelijke begunstiger en adviseur.
In Milaan werden ook de meeste van zijn tien opera's uitgevoerd. Op 17 september 1856 ging zijn eerste opera I Promessi sposi nog in Cremona in première. Alfredo Colombani, een bekend muziekcriticus van de Gazzetta Musicale di Milano, schrijft over de première: Het succes was al in de ouverture herkenbaar, omdat zij zo'n daverende toejuichingen tevoorschijn bracht dat de Maestro enige malen op het podium moest komen. Zijn opera La Gioconda had een echt groot en een blijvend succes. De allegorische balletscène uit de 4e akte, de Dans der uren, kon zelfs wensconcert-populariteit verwerven. Het libretto van Ponchielli's opera La Gioconda is gebaseerd op het in 1835 in Parijs uitgevoerd drama Angelo, tyran de Padoue van de Franse romanticus Victor Hugo, wiens toneelwerken tal van operacomponisten en ook andere componisten inspireerden.

## Composities

### Werken voor orkest
- 1874 Le due gemelle dansen
- 1876 Urendans uit de opera "La Gioconda"

### Werken voor harmonieorkest (banda)
- 1863 Fantasia militare, voor harmonieorkest
- 1866 Fantasia Originale "I Saturnali", op. 126
- 1866 Concerto, voor trompet en harmonieorkest
  1. Allegro risoluto
  2. Andante
  3. Allegro
- 1866 Principe Umberto Mars
- 1872 Sinfonia in Fa minore, op. 107
- 1872 Seconda Sinfonia in Si minore per banda, op. 153
  1. Breve poco mosso
  2. Allegro con brio
- 1872 Concerto per flicornobasso e banda, op. 155
- 1872 Il Convegno, concert/divertimento voor twee klarinetten en harmonieorkest
- 1872 Marcia funebre per i funerali di Francesco Lucca
- 1873 Treurmars voor de uitvaart van Alessandro Manzoni (Funerali di Alessandro Manzoni)
- 1881 Elegia funebre
- 1882 Elegia "Sulla tomba di Garibaldi"
- 1882 Il Gottardo, op. 158a
- Canto Greco - Variazioni per banda, op. 144
  1. Andante sostenuto
  2. Thema
  3. 10 Variazioni
- Elegia per Felice Frasi
- Elena Polka
- Vastenavondherinneringen Wals
- Vrouwenwaanzin Wals
- Lavinia Polka
- Lisa Polka
- Marcia Trionfale (Marcia Milano)
- Marcia funebre No. 1, op. 172
- Marcia funebre "Alla memoria mio Padre"
- Piazza Stradivari Mars
- Pipi Polka
- Ricordanze dell’opera "La Savoiarda", op. 127
- Ricordanze dell’opera "Luisa Miller", op. 178
- Roma Mars
- Selectie uit de opera "I Promessi sposi"
- Sogni di guerra Mars
- Verleiding Wals

### Muziektheater

#### Opera's
| Voltooid in | titel | aktes   | première                                      | libretto                                                                                     |
| ----------- | --- | ------- | --------------------------------------------- | -------------------------------------------------------------------------------------------- |
| 1856        | I promessi sposi, op. 2                                                                                      | 4 aktes | 30 augustus 1856, Cremona, Teatro Concordia   | Giuseppe Aglio / Cesare Stradivari naar Alessandro Manzoni                                   |
| 1858        | Bertrando die Bormio                                                                                         | 4 aktes | (niet uitgevoerd)                             |                                                                                              |
| 1861        | La Savoiarda, op. 4                                                                                          | 3 aktes | 19 januari 1861, Cremona, Teatro Concordia    | Francesco Guidi                                                                              |
| 1863        | Roderigo re dei Goti                                                                                         | 3 aktes | 26 december 1863, Piacenza, Teatro municipale | Francesco Guidi                                                                              |
| 1873        | Il parlatore eterno, op. 6                                                                                   | 1 akte  | 18 oktober 1873, Lecco, Teatro sociale        | Antonio Ghislanzoni                                                                          |
| 1873-?      | I mori di Valenza, op. 8 (onvoltooid, later door Annibale Ponchielli uitgewerkt en door A. Cadore voltooid); | 4 aktes | 17 maart 1914, Monte Carlo                    | Antonio Ghislanzoni                                                                          |
| 1874        | I Lituani, op. 7                                                                                             | 3 aktes | 7 maart 1874, Milaan, Teatro alla Scala       | Antonio Ghislanzoni                                                                          |
| 1876        | La Gioconda                                                                                                  | 4 aktes | 8 april 1876, Milaan, Teatro alla Scala       | Tobia Gorrio, pseudoniem van Arrigo Boito naar Victor Hugo's drama "Angelo, tyran de Padoue" |
| 1880        | Il Figliuol prodigo (De verloren zoon), op. 10                                                               | 4 aktes | 26 december 1880, Milaan, Teatro alla Scala   | Angelo Zanardini                                                                             |
| 1885        | Marion Delorme, op. 11                                                                                       | 4 aktes | 17 maart 1885 Milaan, Teatro alla Scala       | Enrico Golisciani                                                                            |

### Kamermuziek
- 1873 Kwartet voor fluit, hobo, piccoloklarinet in Eb en klarinet in Bes
- Capriccio voor hobo en piano